# Sanjin Prcić
Sanjin Prcić (Belfort, 20 de novembro de 1993) é um futebolista profissional franco-bósnio que atua como meia.

## Carreira
Sanjin Prcić começou a carreira no Sochaux.